# Hroznětín
Hroznětín (deutsch Lichtenstadt) ist eine Stadt im Karlovarský kraj in Tschechien.

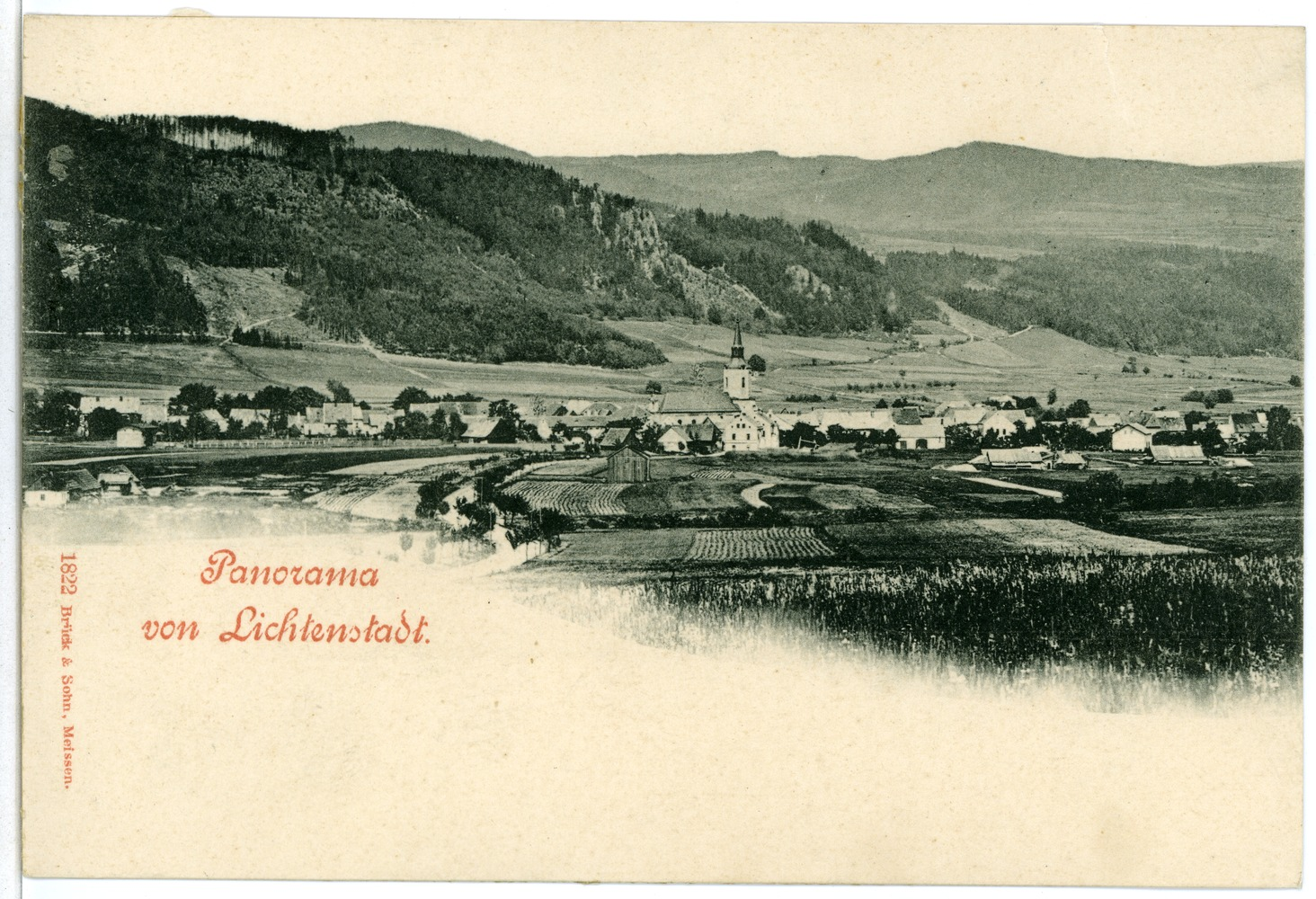
Stadtansicht von 1901

## Geographie

### Lage
Die Stadt liegt in Nordwestböhmen an der Wistritz im Egerland, am Fuße des Erzgebirges. Sie hat einen Bahnhof an der Nebenbahn Dalovice –  Merklín.

### Ortsgliederung
Die Stadt Hroznětín besteht aus den Ortsteilen Bystřice (Langgrün), Hroznětín (Lichtenstadt), Odeř (Edersgrün), Ruprechtov (Ruppelsgrün) und Velký Rybník (Großenteich).
Das Gemeindegebiet gliedert sich in die Katastralbezirke Bystřice u Hroznětína, Hroznětín, Odeř und Ruprechtov u Hroznětína.

### Nachbarorte
| Nejdek (Neudek)           | Merklín (Merkelsgrün)                       |                         |
| Děpoltovice (Tüppelsgrün) | Kompassrose, die auf Nachbargemeinden zeigt | Ostrov (Schlackenwerth) |
|                           | Sadov (Sodau)                               | Hájek (Grasengrün)      |

## Geschichte

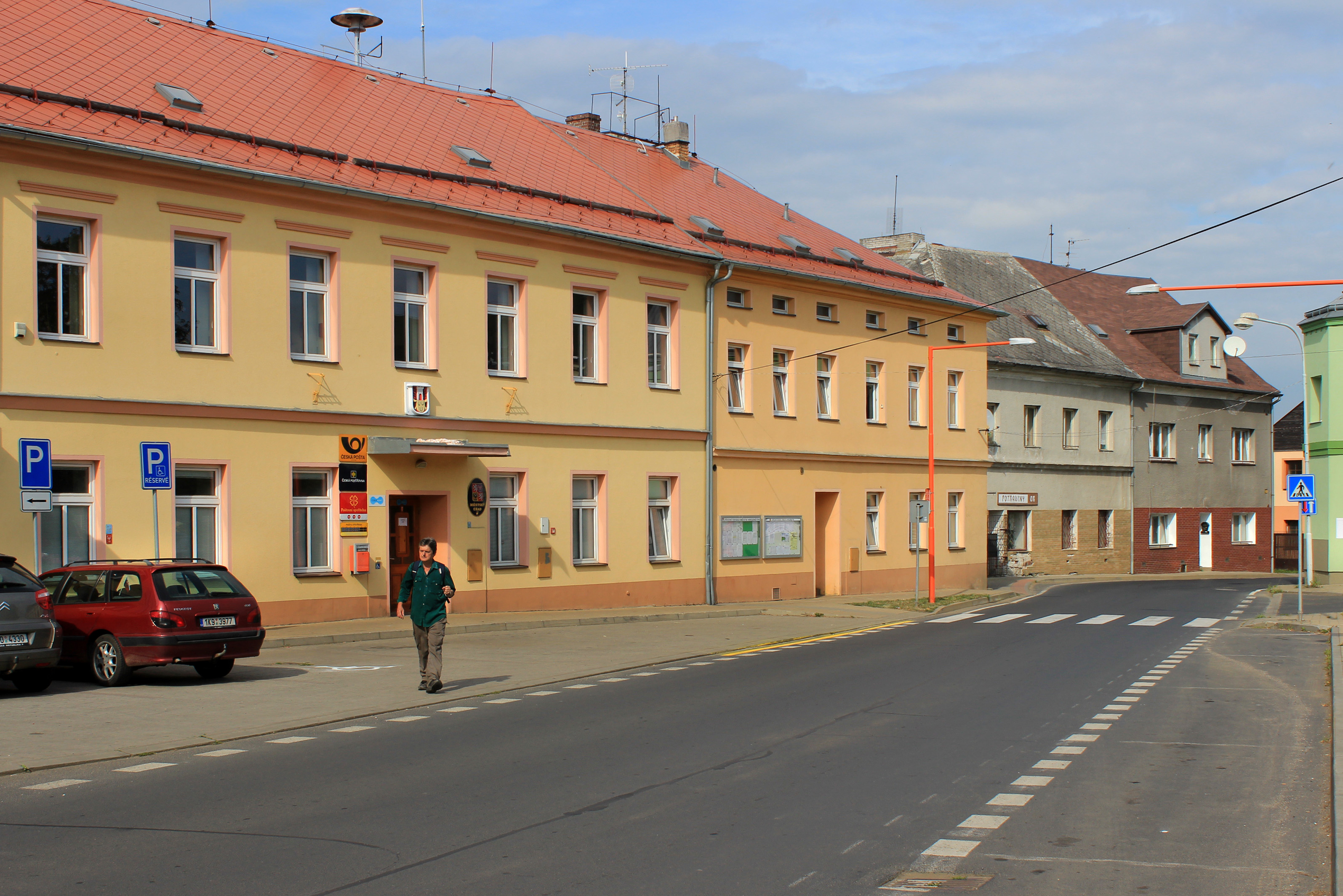
Gemeindehaus

Die Ersterwähnung des Ortes erfolgte 1273 als „Spitersgrün“. Die Gründung wird mit dem seligen Hroznata († 1217) in Verbindung gebracht, der 1193 das Stift Tepl gegründet hatte, zu dessen Besitz der Ort anfangs gehörte. Karl IV. bestätigte am 3. Mai 1350 die Schenkung und gab die Erlaubnis in den an Lichtenstadt angrenzenden Waldgebiet und anderen Stiftsgütern Mühlen und Bergwerke anzulegen. Durch zahlreiche Erzvorkommen (Silber, Eisen und Zinn) entwickelte sich der Ort zur Stadt. Während der Hussitenkriege wurde Lichtenstadt von der königlichen Kammer eingezogen. 1437 verpfändete Kaiser Sigismund die Herrschaft, früher mit Tepl vereinigt, an seinen Günstling Kaspar Schlick, mit der Bergfreiheit über alle Metalle die entdeckt werden. Nach seinem Tod wurde der Besitz unter Matthäus Schlick und seinen Neffen aufgeteilt. Lichtenstadt fiel an die Herrschaft Schlackenwerth, bei der es bis zur Aufhebung der Patrimonialgerichtsbarkeit 1849/50 verblieb.
Nach der Schlacht am Weißen Berg gelangte Lichtenstadt an Herzog Julius Heinrich von Sachsen-Lauenburg. Nach seinem Tode 1666 erbte es Herzog Julius Franz von Sachsen-Lauenburg, der es 1689 seiner Tochter Prinzessin Franziska Sibylla Augusta von Sachsen-Lauenburg, Ehefrau von Markgraf Ludwig Wilhelm von Baden-Hochberg überließ. Nach dem Tode des letzten männlichen Vertreters Markgraf Georg August von Baden erhielt es dessen Nichte Prinzessin Elisabeth Augusta. 1782 fiel der Besitz an die königliche Kammer zurück. 1811 gelangte die Herrschaft an Erzherzog Ferdinand von Toskana. 1832 zählte des Munizipalstädtchen Lichtenstadt über 1000 Einwohner, die in der Feldwirtschaft, Gewerbe und im Handel tätig waren; es gab 163 Christen- und 37 Judenhäuser.
1847 waren es für Lichtenstadt 166 Häuser mit 998 Einwohnern, darunter 37 Judenhäuser mit 527 Einwohnern, eine Pfarrkirche unter herrschaftlichem Patronat, ein Rathaus, ein städtisches Brauhaus mit Braugerechtigkeit im Winter, drei Wirtshäuser und drei Mühlen, sechs Bäcker, ein Brauer, ein Bierschänker, zwei Drechsler, fünf Fassbinder, acht Fleischhauer, drei Gastwirte, drei Glaser, zwei Handschuhmacher, zwei Hufschmiede, ein Hutmacher, ein Kürschner, drei Lohgerber, ein Mauerer, fünf Müller, ein Nagelschmied, ein Riemer, ein Sattler, zwei Schlosser, zwei Seifensieder, neun Schneider, 17 Schuhmacher, ein Steinmetz, zwei Wagner, sechs Weber, drei Weißgerber, ein Tapezierer, sieben Tischler, zwei Töpfer, zwei Ziegelbrenner, ein Zimmermeister und fünf Kaufleute die mit Gemischtwaren Handel trieben. In der Judenstadt waren vier Schuhmacher, vier Schneider, drei Glaser, sechs Fleischer, zwei Bäcker, ein Tischler, sechs Strumpfwirker, ein Lohgerber, ein Spengler und 52 Hausierer. Es gab außerdem vier Wundärzte und zwei Hebammen.
Mit dem Rückgang des Bergbaues entwickelte sich der Maschinenbau, die Leder- und Schuhindustrie sowie der Tourismus. Am 1. Dezember 1930 hatte Lichtenstadt 1971 Einwohner, am 17. Mai 1939 waren es 1924 und am 22. Mai 1947 856 Bewohner. Nach Ende des Ersten Weltkriegs war Lichtenstadt 1919 der neu geschaffenen Tschechoslowakei zugeschlagen worden. Aufgrund des  Münchner Abkommens kam  der Ort 1938 zum Deutschen Reich  und gehörte  bis 1945 zum Landkreis Karlsbad, Regierungsbezirk Eger, im Reichsgau Sudetenland. In Edersgrün wurde zwischen Mai 1939 und 1942 ein Zwangssammellager für Juden betrieben. Am Ende des Zweiten Weltkriegs wurde Lichtenstadt von der Tschechoslowakei übernommen. Nach der Vertreibung der deutschen Bewohner und der damit einhergehenden Reduzierung der Einwohnerzahl gingen die Stadtrechte verloren. Im Norden des Ortes liegt einer der ältesten jüdischen Friedhöfe Böhmens. Seit dem 23. Januar 2007 ist Hroznětín wieder eine Stadt.

### Demographie
Bis 1945 war  Lichtenstadt   überwiegend von Deutschböhmen besiedelt, die vertrieben wurden.
| Jahr | Einwohner | Anmerkungen                                                |
| ---- | --------- | ---------------------------------------------------------- |
| 1785 | 0 k. A.   | 146 Häuser                                                 |
| 1830 | 0 923     | in 163 Häusern                                             |
| 1847 | 0998      | in 166 Häusern, in 37 Häusern davon 527 jüdische Einwohner |
| 1869 | 1.738     |                                                            |
| 1880 | 1.731     |                                                            |
| 1890 | 1.907     |                                                            |
| 1900 | 2.212     |                                                            |
| 1910 | 2.056     |                                                            |
| 1921 | 1.786     | davon 1738 Deutsche                                        |
| 1930 | 1.971     | [ 13 ]                                                     |
| 1939 | 1.923     | [ 13 ]                                                     |

| Jahr      | 1950  | 1961 1 | 1970 2 | 1980 3 | 1991 3 | 2001 3 | 2011 3 |
| Einwohner | 1.065 | 1.212  | 1.503  | 1.481  | 1.514  | 1.633  | 1.861  |

## Sehenswürdigkeiten

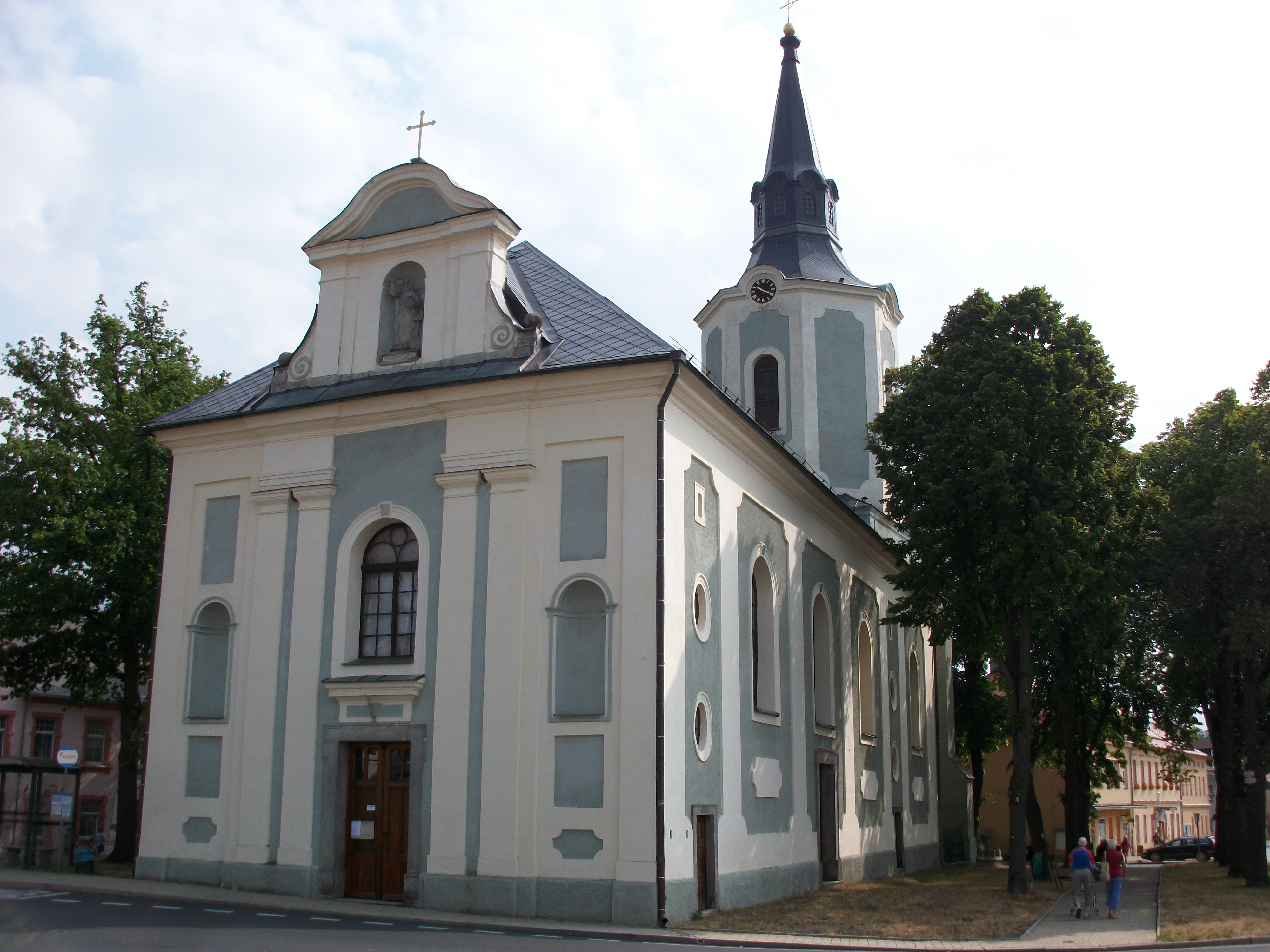
Kirche St. Peter und Paul

- Kirche St. Peter und Paul, erbaut 1732 bis 1734
- Jüdischer Friedhof, angelegt um 1500

## Söhne und Töchter des Ortes
- Lorenz Leiboldt (um 1530–1597), Bürgermeister und Chronist
- Jacob Kleinhempel (1532–1604), deutscher Unternehmer
- Andreas Leiboldt (1561–1614), Stadtrichter, Zolleinnehmer und Chronist
- Paul Macasius (1585–1644), deutscher Arzt, Stadtphysicus und Apotheker
- Lorenz Leiboldt (1597–1671), Stadtrichter, Bürgermeister und Amtsverwalter in Neudek
- Matthias Tretzscher (1626–1686), Orgelbauer in Kulmbach
- Erhard Glaser (1870–1947), österreichischer Mediziner
- Herlinde Latzko (* 1944), deutsche Schauspielerin
- Věra Nosková (* 1947), tschechische Schriftstellerin

## Partnerstadt
- Zirndorf, Deutschland